# Psammophis indochinensis
Espèce
Synonymes
- Psammophis condanarus indochinensis Smith, 1943

Statut de conservation UICN

 LC  : Préoccupation mineure
Psammophis indochinensis est une espèce de serpents de la famille des Lamprophiidae.

## Répartition
Cette espèce se rencontre en Thaïlande, en Birmanie, au Cambodge et au Viêt Nam.

## Étymologie
Son nom d'espèce, composé de indochin[e] et du suffixe latin -ensis, « qui vit dans, qui habite », lui a été donné en référence au lieu de sa découverte, l'Indochine.

## Publication originale
- Smith, 1943 : The Fauna of British India, Ceylon and Burma, Including the Whole of the Indo-Chinese Sub-Region. Reptilia and Amphibia. 3 (Serpentes). Taylor and Francis, London, p. 1-583.